# Hornblende Bluffs
Die Hornblende Bluffs sind markante und 1050 m hohe Felsenkliffs an der Oates-Küste des ostantarktischen Viktorialands. In den Wilson Hills ragen sie 3 km südöstlich des Mount Ellery nahe dem Kopfende des Suworow-Gletschers auf.
Die Nordgruppe der New Zealand Geological Survey Antarctic Expedition (1963–1964) benannten ihn nach dem Mineralgruppe Hornblende (Calcium-Amphibole), die im Gestein der Kliffs enthalten sind.